# 谢克·蒂奥特
謝克·伊斯梅爾·蒂奥特（法語：Cheick Ismaël Tioté，發音：[ʃɛik ismaɛl tjote]；1986年6月21日—2017年6月5日），是前科特迪瓦國家足球隊成員，司职中场，曾在纽卡斯尔联、北控燕京、特温特、卡格迪洛達JC、皇家安德列治效力。
2017年6月5日下午6时左右，北京北控俱乐部正常训练时，蒂奥特因心臟病發突然倒地，被送往医院后于7时宣告不治，在八宝山革命公墓举行了遗体告别仪式，北京控股俱乐部全体教练员、运动员及球迷代表参加仪式，其后其使用的球衣号码在北京控股俱乐部永久退役。